# (55223) Akiraifukube
(55223) Akiraifukube ist ein Asteroid des Hauptasteroidengürtels. Er wurde am 12. September 2001 vom US-amerikanischen Astronom Roy Tucker am Goodricke-Pigott Observatory (IAU-Code 683) in Tucson, Arizona entdeckt.
Am 31. März 2018 erhielt der Asteroid den Namen Akiraifukube nach dem japanischen Komponisten Akira Ifukube (1914–2006), der vor allem durch seine Kompositionen zu Kaijū-Filmen wie Godzilla (jap. ゴジラ, Gojira) von 1954 international bekannt geworden ist.